# Persepolis (bande dessinée)
Pour l'album illustré sur l'Antiquité, voir Alix (bande dessinée)#Les Voyages d'Alix.
Pour les articles homonymes, voir Persépolis (homonymie).
Persepolis est une série de bande dessinée autobiographique en noir et blanc de Marjane Satrapi, publiée par L'Association en quatre volumes entre 2000 et 2003. L’auteure y retrace les étapes marquantes qui ont rythmé sa vie, de son enfance à Téhéran pendant la révolution islamique à son entrée difficile dans la vie adulte en Europe.
L'auteure se dit avoir été inspirée par Maus, une bande dessinée de l'Américain Art Spiegelman pour sa manière de raconter des événements de crise tout en y apportant une certaine touche d'humour.
À la fois témoignage historique et réflexion sur l'identité et l'exil, Persepolis est le plus grand succès éditorial de la bande dessinée alternative européenne des années 2000. Très bien reçu par la presse, il a fait de Satrapi l'une des autrices francophones les plus reconnues.
En 2007, l'adaptation en long métrage d’animation de Persepolis, due à Vincent Paronnaud et Satrapi elle-même, obtient le prix du jury du Festival de Cannes.

## Dessin
Les dessins sont réalisés en noir et blanc. Les fonds des vignettes sont généralement noirs ou blancs et l'on trouve parfois des décors non détaillés, ce qui laisse plus d'importance au texte. L'image se fait le reflet du texte et non l'inverse, ce qui a son importance puisque cela lui évite de n'être que purement explicatif. L'information étant incorporée au texte, cela ajoute à l'importance de celui-ci. La langue est utilisée dans la multiplicité de ses registres (familier et courant, laissant parfois la place à la vulgarité), esquissant une ébauche riche et authentique d'une vie quotidienne hors du commun. [citation nécessaire]

## Histoire

### Tome 1
L’histoire commence en 1979, peu avant la Révolution islamique iranienne. La protagoniste principale, Marjane, est une petite fille de dix ans, issue d’une famille à tendance progressiste. Par son grand-père maternel (qui fut Premier ministre de l'Iran sous Reza Pahlavi), elle est l'arrière-petite-fille du dernier Chah de la dynastie kadjar, Ahmad Chah Qajar. Nous sommes le 11 février, le Shah vient d'être renversé et l'Iran est en effervescence. Les choses prennent cependant une tournure inattendue, la foule n'est plus si libre qu'elle ne le croit…
Alors que ses parents manifestent dans les rues contre l'arrivée au pouvoir des islamistes, Marjane évolue dans un univers très politisé et militant.
Elle a dix ans lorsque le port du foulard devient obligatoire à l’école, en 1980, et cette nouveauté n'est pas sans éveiller chez elle de nombreux questionnements. Très croyante, elle projette de devenir prophète ; elle finit néanmoins par s'éloigner de celui qu'elle appelle son  « ami », révoltée par les injustices grandissantes.
Ce premier tome de Persepolis se focalise essentiellement sur l'atmosphère qui règne au sein du pays à l'aube de la révolution iranienne, révélant les tensions véhiculées par l’ambiance très politisée de l’époque. Chaque événement marquant dans la vie de la petite fille s'inscrit dans la toile de fond qu'est l'histoire de l'Iran, toujours présente en filigrane : la crise irano-soviétique de 1946 est liée à l’histoire de son oncle Anouche ; la situation difficile des gens modestes est abordée par le cas de Mehri, l’employée de maison des parents de Marjane ; la libération des prisonniers politiques de l’époque du Chah est représentée et appropriée à l'auteure par la réapparition d’amis de la famille, Mohsen et Siamak, tout comme les premiers exils et les purges d’opposants.

### Tome 2
Le deuxième tome débute avec la prise d’otages de l’ambassade des États-Unis, signant la rupture des liens avec les États-Unis.
Marjane voit les universités se fermer pendant la révolution culturelle iranienne alors qu’elle projette de devenir chimiste. Ses parents, très engagés, manifestent contre l’intégrisme à l’occasion du décret du port du voile pour toutes les femmes iraniennes.
Le début de la guerre Iran-Irak (de septembre 1980 à août 1988) est lui aussi évoqué dans ce tome. Alors que les parents de Marjane sont en voyage en Espagne, ils apprennent que la guerre est déclarée. Marjane ne va pas tarder à l'apprendre, de même que tous les autres habitants de Téhéran ; la pénurie fait rage dans les supermarchés et les stations-service. La situation des réfugiés des zones de guerre est abordée par l’arrivée de Mali, une amie d’enfance de la mère de Marjane, et de sa famille, tous hébergés à Téhéran pendant quelque temps chez les Satrapi qui l'accueille bien.
L’auteur traite le déroulement des huit années de guerre dans sa globalité, allant à l'essentiel. Par le biais de l'histoire de la femme de ménage des Satrapi, Madame Nasrine, elle dénonce l'endoctrinement et l'aveuglement des jeunes engagés volontaires iraniens, qui se voyaient remettre une clé qui leur « ouvrirait les portes du paradis » selon leurs recruteurs, eux-mêmes non condamnés à sauter sur des mines ou à périr sous les balles.
Elle nous parle des bombardements sur Téhéran et de la bataille de Khorramshahr (au mois de mai 1982).
C'est dans cette mise à feu et à sang du peuple iranien que Marjane sort définitivement de l’enfance, en fumant sa première cigarette dans un acte de rébellion envers sa mère.
La situation des iraniens restés en Iran et de leur famille est traitée à travers l’histoire d’un oncle de Marjane, Taher, qui ne peut voir son fils, émigré aux Pays-Bas, avant sa mort qu’il sent prochaine. Cet oncle essaie de se procurer des faux passeports pour sortir du pays. Sa tentative échoue avec la découverte du faussaire Khosro, par les services du gouvernement. Le faussaire cachait de plus chez lui, une jeune communiste de 18 ans, nommée Niloufar qui est arrêtée. La loi interdisant de tuer une vierge, elle est violée par un gardien de la révolution avant d'être exécutée. L'oncle Taher quant à lui meurt sans avoir pu revoir son fils.
Après la révolution islamiste, les produits issus des pays occidentaux sont interdits en Iran. Cet interdit est montré par les souvenirs que les parents de Marjane lui rapportent clandestinement de Turquie, par exemple ; des posters, une veste en jean, le dernier modèle de Nike et un badge de Michael Jackson. Il est également rappelé par les scènes de vente à la sauvette du même type de produits dans les rues de Téhéran.
Alors que les Pasdaran (« gardiennes de la révolution ») font la loi dans les rues, Marjane apprend à biaiser et à jouer un double jeu dans une société d'imprévus, de tabous et d'interdits. C'est donc avec un succès coupable qu'elle ressort de son interpellation par ces femmes, sauvée par le mensonge.
Les bombardements de missiles Scud, la mort des voisins, les difficultés de Marjane à accepter les nouvelles contraintes (y compris vestimentaires) et le durcissement du climat politique poussent les parents de Marjane à l’envoyer en Autriche pour continuer ses études.

### Tome 3
Nous sommes à Vienne en 1984, Marjane est en pleine adolescence ; sa mère l'a envoyée chez une de ses amies, Zozo, d'où elle finit par devoir partir sans avoir été prévenue au préalable pour s'installer dans un pensionnat catholique. Elle passe quelque temps en huis clos, avec sa camarade de chambre Lucia (avec qui elle part en vacances dans le Tyrol), mais elle réagit à une phrase raciste d'une des religieuses en l'insultant, donc elle est chassée du pensionnat. Après avoir habité quelque temps chez son amie Julie, elle trouve un logement chez une femme médecin, Frau Doktor Heller. Elle a, entretemps, fait quelques connaissances et s'est intégrée sans toujours parvenir à s'assumer, allant même jusqu'à renier ses origines, se déclarant comme française quand un jeune homme lui pose la question en boîte de nuit. D'abord révoltée par l'insouciance de jeunes gens qui crachent sur la société sans rien connaître ni à la guerre ni à la souffrance, elle parvient malgré tout à se lier d'amitié avec des personnes, dont elle finira pourtant par se détacher.
Elle pour qui « pudeur », « discrétion », « travail » et « conviction » étaient des mots d'ordre, va se voir initiée à la philosophie anarchiste, à la drogue et à la libération sexuelle.
C'est également l'époque de ses premières découvertes sentimentales et de l'apparition d'autres désillusions ; l'infidélité de Marcus, celui qu'elle aimait, s'ajoute au fossé qui ne cesse de se creuser entre les deux cultures dans lesquelles elle tente de se faire sa place ainsi qu'à la solitude et au manque affectif. Elle sombre dans la dépression et finit par se retrouver à l'hôpital, après des jours à dormir dans la rue en plein hiver.
Pour la première fois depuis le premier tome, sa foi refait surface et sa combativité se renforce.
Elle décide alors de rentrer en Iran auprès de sa famille et de tenter de faire sa vie là-bas.

### Tome 4
Après quatre ans d'absence, revoilà Marjane à Téhéran ; nous sommes en 1988. La guerre contre l'Irak est terminée mais le pays est en ruines et le régime toujours aussi répressif.
Marjane, au début plus qu'heureuse de retrouver sa famille, son pays et sa chambre d'enfant, découvre rapidement qu'elle est aussi bien une occidentale en Iran qu'une iranienne en Europe, dans une ville devenue fantôme et une chambre vidée de beaucoup de ses souvenirs. Elle doit reprendre le dessus et décide d'appliquer à la lettre le conseil de sa grand-mère : être soi-même.
Elle entre à l'Université où elle entreprend des études artistiques et tombe amoureuse de Reza, avec qui elle se marie rapidement - moins par amour profond que parce que la vie est impossible pour un jeune couple non marié en Iran, et finit par divorcer tout aussi vite.
De rencontres en rencontres, Marjane ne cherche plus à museler son esprit rebelle et à tromper sa soif de liberté. Elle s'invente avec ses amis de l'Université une bulle d'oxygène à rideaux tirés, un espace de liberté, de vie et d'identité. Cette parcelle ne lui suffira pourtant pas et, sur le conseil de ses parents, elle quitte définitivement l'Iran pour la France, où elle vit depuis 1994.

## Réception
À ce jour, cette série reste le plus gros succès de l'éditeur et a été une vraie locomotive pour la BD dite indépendante (Menu, en 2003, parlait de cinquante à soixante mille exemplaires écoulés des trois premiers volumes. Le succès s'est maintenu jusqu'en 2007, où il a été démultiplié par la sortie du film).
Aux États-Unis, l'œuvre rencontre le même succès. En 2004, le deuxième tome (qui reprend les tomes 3 et 4 de l'édition française) se classe parmi les cinq meilleures ventes de romans graphiques.
En 2010, le magazine Newsweek attribue à Persépolis la cinquième place des dix meilleurs ouvrages non-fictionnels de la décennie. Dans le Time magazine, l'ouvrage figure dans la liste des meilleures bandes dessinées parues en 2003.

## Distinctions
- 2001 : Alph-Art coup de cœur du festival d'Angoulême pour le premier volume[6].
- 2002 : 
  - Prix France Info de la Bande dessinée d’actualité et de reportage pour le second volume[7],[8];
  - Alph'Art du scénario au festival d'Angoulême pour le second volume[9].
- 2004 :
  -  Prix Harvey de la meilleure édition américaine d'une œuvre étrangère[10] ;
  -  Prix Max et Moritz de la meilleure publication de bande dessinée importée.
- 2005 : 
  -  Prix Urhunden du meilleur album étranger pour le tome 1 ;
  -  Prix Ignatz du meilleur roman graphique pour le tome 2 ;
  -  Prix Sproing de la meilleure bande dessinée étrangère.

## Adaptation au cinéma
La bande dessinée a donné lieu à la production d’un long métrage d’animation, Persepolis, réalisé par Marjane Satrapi et Vincent Paronnaud et sorti en France en 2007. Ce film obtient le prix du jury du Festival de Cannes 2007. Aux Césars 2008, il obtient celui du meilleur premier film ainsi que celui de la meilleure adaptation. Aux Oscars 2008, il est nommé dans la catégorie meilleur film d'animation.

## Publications

### Périodiques
- « Le Foulard », dans Lapin no 25, L'Association, octobre 1999, p. 83-89.

### Albums
- Persepolis, L'Association, coll. « Ciboulette » :

1. Persepolis, tome 1, 2000, 76 p.  (ISBN 978-2844140586) Avec une préface de David B.
2. Persepolis, tome 2, 2001, 88 p.  (ISBN 978-2844140791)
3. Persepolis, tome 3, 2002, 96 p.  (ISBN 978-2844141040)
4. Persepolis, tome 4, 2003, 104 p.  (ISBN 978-2844141378)

- Persepolis, L'Association, coll. « Ciboulette », 2007, 365 p.  (ISBN 978-2844142405) Intégrale regroupant les quatre volumes.

### Documentation
- Patrick Gaumer, « Satrapi, Marjane », dans Dictionnaire mondial de la BD, Paris : Larousse, 2010, p. 753
- (en) Pascal Lefèvre, « Persepolis », dans M. Keith Booker (dir.), Encyclopedia of Comic Books and Graphic Novels, Santa Barbara, Grenwood, 2010, xxii-xix-763 (ISBN 9780313357466), p. 461-463.
- Franck Aveline, « Persepolis (M. Satrapi) », sur www.universalis.fr, 2018
- Arnaud Balvay, « Persepolis (M. Satrapi), en bref », sur www.universalis.fr, 2018
- Sylvain Rhéault, « De la bande dessinée comme de la littérature », Voix plurielles, Association des Professeur-e-s de Français des Universités et Collèges Canadiens (APFUCC), vol. 7, no 2,‎ 11 novembre 2010, p. 36-41 (ISSN 1925-0614)
- Paul Gravett (dir.), « Les années 2000 : Persepolis », dans Les 1001 BD qu'il faut avoir lues dans sa vie, Flammarion, 2012 (ISBN 2081277735), p. 729.
- Christophe Quillien, « Femmes modernes et filles espiègles : Marji », dans Elles, grandes aventurières et femmes fatales de la bande dessinée, Huginn & Muninn, octobre 2014 (ISBN 9782364801851), p. 184-185.